# ニコライ・ドゥボフスコイ
ニコライ・ニカノロヴィチ・ドゥボフスコイ（ロシア語: Николай Никанорович Дубовской, Nikolay Nikanorovich Dubovskoy、1859年12月17日 - 1918年2月28日）は、ロシアの風景画家。

## 略歴
ノヴォチェルカッスクにドン・コサック軍の軍医の息子に生まれた。1877年から1881年までロシア帝国美術アカデミー（現サンクトペテルブルク美術大学）に学び、ミハイル・コンスタンティノヴィチ・クロトに師事。
1887年に移動派で指導的な立場にあった画家、イリヤ・レーピン（1844-1930）の邸に招かれレーピンの影響を受けるようになった。もう一人の移動派のメンバー、ニコライ・ヤロシェンコ（1846-1898）と1888年に黒海沿岸を旅して作品を描いた。1890年から1900年にかけてロシア各地や国外を旅した。1898年にヤロシェンコが亡くなった後は移動派の重要なメンバーとなり、グループ内の対立を調整した。1900年に帝国美術アカデミーの正会員に選ばれ、1908年からアカデミーで教え始め、1911年にアレクサンドル・キセリョフが亡くなった後、風景画教室の責任者になった。
1918年に、サンクトペテルブルクで心不全で亡くなった。
作品の多くが、トレチャコフ美術館、ロシア美術館などに収蔵されている。

## ギャラリー（作品）

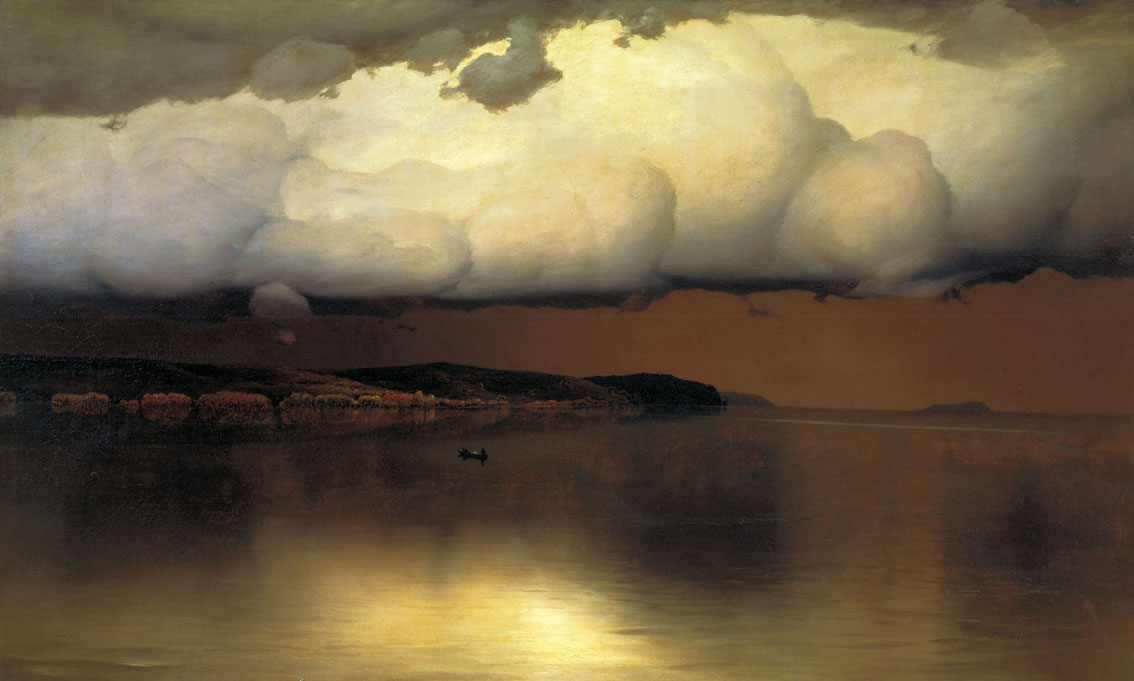
『穏やかになれり』（Притихло, 1890年）
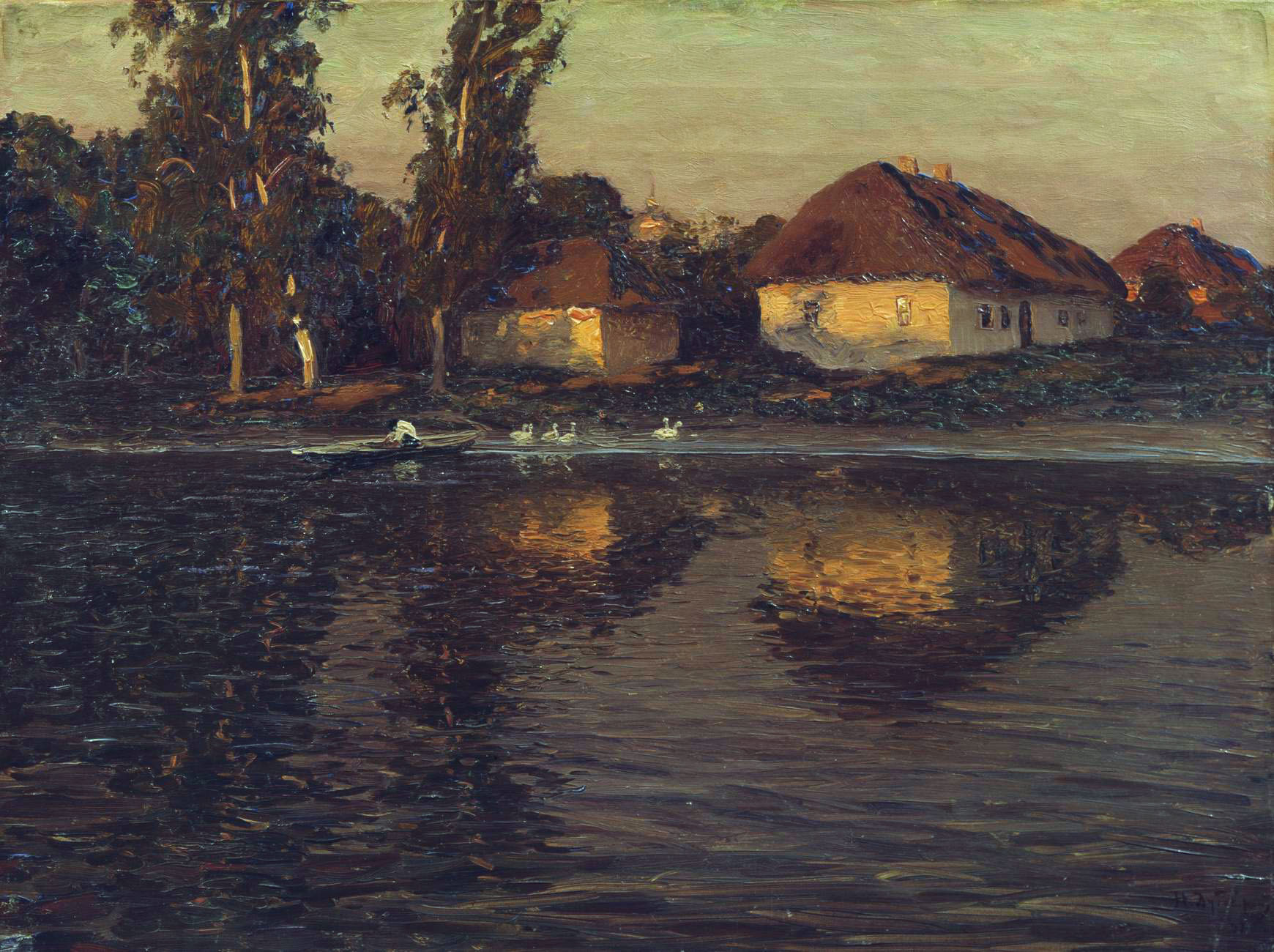
『ウクライナの夕べ』（Вечер на Украине. Холст, масло）
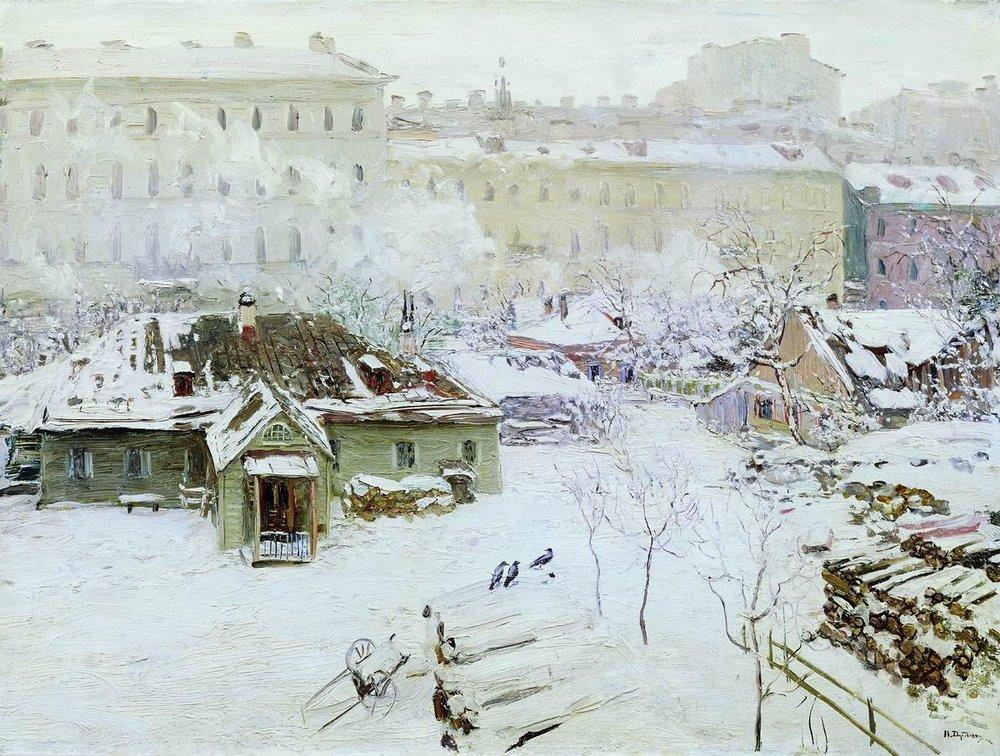
『初雪』（Первый Снег, 1910年）
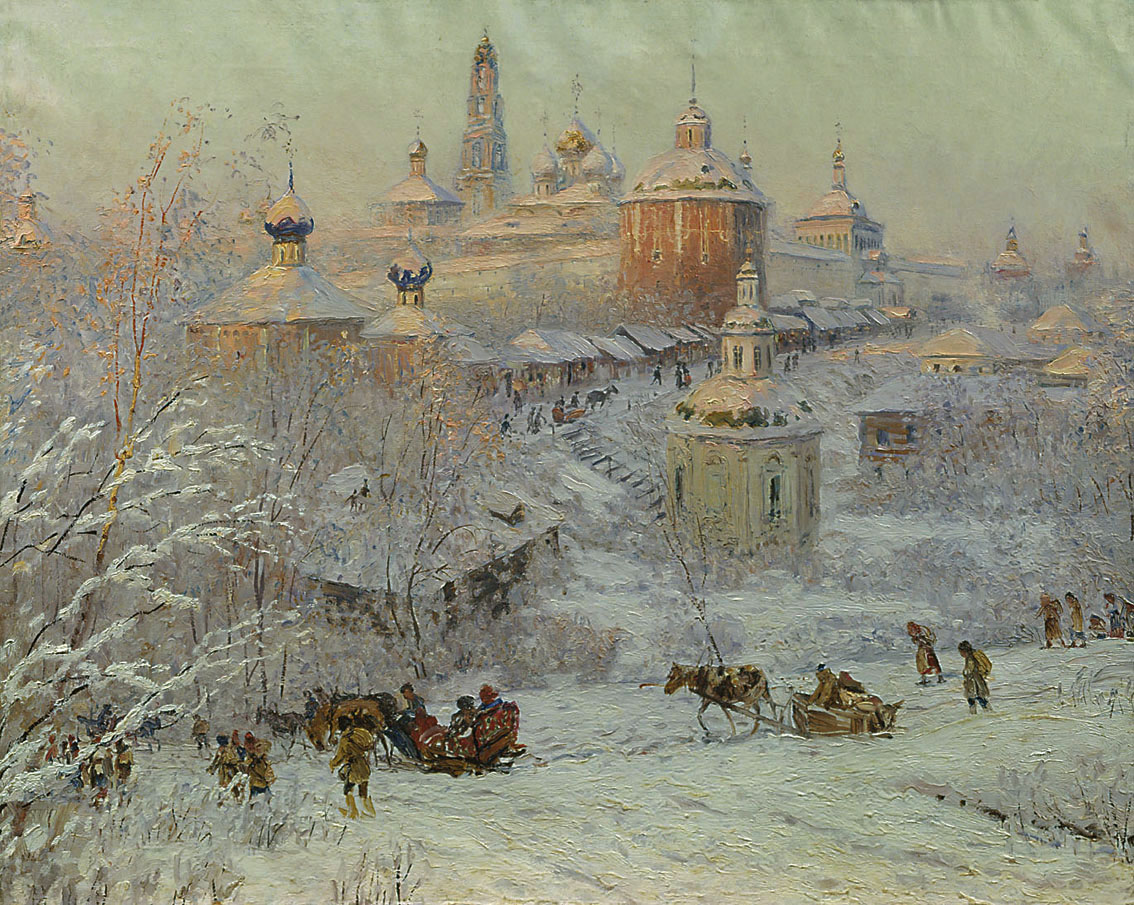
『至聖三者聖セルギイ大修道院にて』（1917年）